# Stateira (Ehefrau Artaxerxes’ II.)
Stateira († um 400 v. Chr.) war als Gattin Artaxerxes’ II. persische Königin.

## Leben

### Die frühen Jahre
Stateira war die Tochter des persischen Adligen Hydarnes. Sie ehelichte Artaxerxes (II.), den ältesten Sohn des persischen Königs Dareios II. und seiner Gattin Parysatis. Offenbar sollte diese Heirat dem König zu guten Beziehungen zu der bedeutenden Adelsfamilie, aus der Stateira stammte, verhelfen, weil auch deren Bruder Terituchmes eine Tochter des Dareios II. namens Amestris heiratete. Weil aber Terituchmes eine seiner Halbschwestern seiner königlichen Gemahlin vorzog und zum Aufstand rüstete, ließ Parysatis alle Kinder des Hydarnes töten und verschonte dabei nur Stateira, weil sich ihr Gatte für ihr Leben einsetzte.
404 v. Chr. übernahm Artaxerxes II. nach dem Tod seines Vaters die Regierung. Trotz seiner zahlreichen Nebenfrauen scheint Stateira seine einzige legitime Gattin gewesen zu sein. Sie gebar ihm den Thronfolger Artaxerxes III. und vermutlich weitere Kinder. Die Königinmutter Parysatis suchte ebenso wie Stateira möglichst großen politischen Einfluss auf den König zu gewinnen, so dass die beiden Frauen zu erbitterten Feindinnen wurden. Da Stateira ihrem Gemahl vermutlich viele Kinder schenkte, stärkte dies ihre Position.

### Öffentliche Maßnahmen
Beim Volk genoss Stateira große Popularität, angeblich weil sie bei Fahrten mit ihrer Kutsche die Vorhänge offen ließ und sich den einfachen Perserinnen gegenüber nicht unnahbar zeigte, sondern sich mit ihnen unterhielt. Sie unterstützte ihren Gatten beim Streit mit seinem Bruder Kyros den Jüngeren und tadelte auch scharfzüngig ihre Schwiegermutter Parysatis, weil diese ihren Lieblingssohn Kyros bei seinen Machtbestrebungen auf den persischen Thron noch gegen Artaxerxes II. geholfen hatte. Der tiefe Hass zwischen den beiden Frauen veranlasste angeblich Parysatis zur Begünstigung von außerehelichen Beziehungen des Artaxerxes II., um dadurch dessen Gattin zu treffen. Stateira trat auch offen gegen Grausamkeiten der Königinmutter am persischen Hof auf, so gegen die brutale Behandlung des Eunuchen Masabates, und verschärfte dadurch noch den Konflikt mit Parysatis.

### Ermordung
Die Gründe für Stateiras Ermordung durch ihre Schwiegermutter wurden in der antiken Überlieferung verschieden angegeben. Nach einer Variante wollte Parysatis den in die Gefangenschaft des Tissaphernes geratenen spartanischen Strategen Klearchos und seine Mitfeldherrn retten, doch Stateira durchkreuzte diesen Plan und konnte ihren Gemahl zur Exekution der Gefangenen überreden. Deshalb sei Stateira von Parysatis vergiftet worden. Dieser Version schenkt aber der Biograph des Artaxerxes II., Plutarch, keinen Glauben. Nach einer anderen Tradition soll der Grund für Stateiras Ermordung in der Erkenntnis der Parysatis gelegen haben, dass ihr Sohn nur für seine Gattin wahre Liebe empfinde. Über die Ausführung der Tat berichtet Plutarch, dass Parysatis sich der Unterstützung einer treuen Dienerin namens Gigis bedient habe, um einen zur Verspeisung vorbereiteten Vogel mit einem vergifteten Messer so zu zerlegen, dass nur eine Hälfte des Tieres mit dem Gift versetzt wurde. Diese habe sie dann beim gemeinsamen Schmaus Stateira zum Essen gegeben, die qualvoll daran habe sterben müssen.

## Roman des Chariton
Eine wesentliche Rolle spielt Stateira im Roman des wahrscheinlich im 1. oder 2. Jahrhundert n. Chr. lebenden Autors Chariton, der sich um das Liebespärchen Chaireas und Kallirrhoë dreht. In diesem Werk engagiert sich Stateira zunächst mit anderen adligen Frauen, die Schönheit der Perserinnen gegenüber der in Babylon angekommenen und ungemein attraktiven Kallirrhoë zu unterstreichen, indem sie ihr die als schönste Frau Asiens geltende Rhodogune als Konkurrentin entgegenstellt. Obwohl Stateira der Rhodogune sogar ihren eigenen Schmuck bei der Schönheitskonkurrenz zur Verfügung stellt, geht Kallirrhoë als Siegerin hervor.
Im weiteren Verlauf des Romans wird Stateira aber zur engen Freundin der Kallirrhoë und nimmt sie während des Disputes zwischen Dionysios und Chaireas unter ihre Aufsicht, weil es der König so will. Als Trösterin der unglücklichen Kallirrhoë erkennt sie jetzt deren überlegene Schönheit vorbehaltlos an. Doch der König sucht Stateira zu täuschen, um die Liebe der Kallirrhoë erringen zu können.
Als ihr Gemahl das aufständische Ägypten militärisch wieder unterwerfen will, begleiten ihn Stateira, Kallirrhoë und andere adlige Perserinnen auf dem Feldzug. Alle diese Frauen werden während des Krieges nach Syrien gebracht und in Arados einquartiert. Doch die Ägypter können einen Seesieg erringen und daraufhin Arados einnehmen. Dabei fallen ihnen auch Stateira und Kallirrhoë in die Hände. Der Anführer der Ägypter, Chaireas, erkennt aber seine Gattin Kallirrhoë wieder, die nun die Freilassung der Stateira erreichen kann. Der persische König, der seine Gattin in dem verwüsteten Arados nicht gefunden und schon fast aufgegeben hat, erhält sie nun zurück.